# السفينة البيضاء

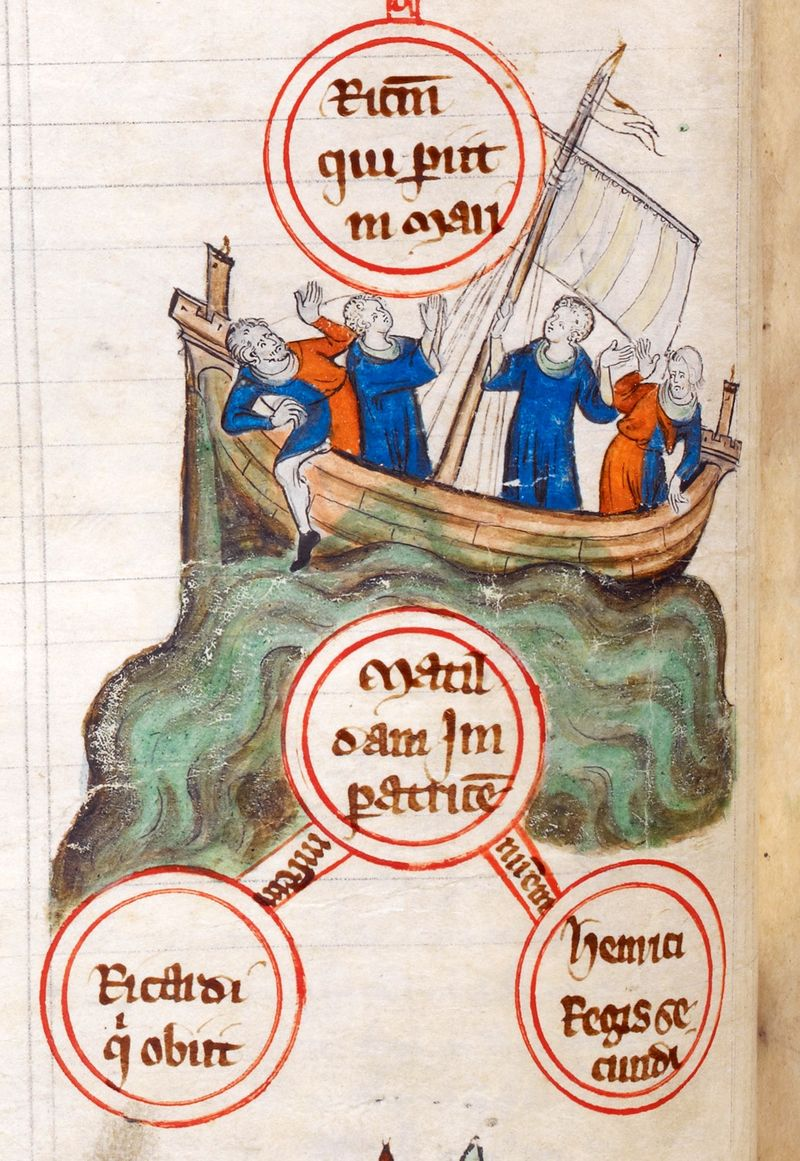
رسم للسفينة البيضاء وهي تغرق

السفينة البيضاء (بالإنجليزية: White Ship)‏ هو زورق شراعي غرق في 25 نوفمبر من عام 1120 في بحر المانش بالقرب من ساحل النورماندي، وقد نجى فقط شخصان من الغرق.
من أهم من غرق في تلك الكارثة الأمير ويليام أديلين وقد كان الوريث الشرعي الوحيد للملك هنري الأول وقد أدت وفاته إلى أزمة في الخلافة الملكية وحرب أهلية عُرفت باسم الحرب اللاسلطوية بعد وفاة والده الملك هنري الأول دون أن يكون له وريث شرعي ليتولى الحكم من بعده.

## تحطم السفينة
تعود هذه السفينة إلى توماس فيتزستيفن (توماس فيتز إستيان) الذي كان قائدها. توماس هو ابن القبطان ستيفن فيتز إيرارد الذي كان يعمل لصالح ويليام ذا كونكيرور على سفينة مورا عندما غزا إنجلترا عام 1066. بعد أن أنهى توماس العمل على السفينة قام بعرضها على هنري الأول ملك إنجلترا بغية استخدامها في رحلته من بارفلور في نورماندي إلى إنكلترا.
إلّا أنّ هنري كان قد أعد مسبقًا لرحلته تلك وعمل على كل الترتيبات، لكن ذلك لم يحول دون استخدام السفينة في الرحلة عينها، حيث استقلّت حاشية الملك السفينة البيضاء، وأبرز من كانوا على متنها وريثه ويليام أديلين، ابنه غير الشرعي ريتشارد لينكولن، ابنته غير الشرعية ماتيلدا فيتزروي كونتيسة بيرش بالإضافة إلى مجموعة من النبلاء الآخرين.
، طلب الطاقم من ويليام أديلين النبيذ الذي عمل جاهدًا على تزيدهم بكمية كبيرة. كان على متن السفينة عند الإقلاع ما يقارب 300 شخص، حيث أن البعض ومنهم الملك المستقبلي ستيفن من بلوا كانوا قد نزلوا قبل الإبحار نتيجة الإفراط في شرب النبيذ أثناء انتظارهم. انطلقت سفينة الملك، ما إن حان وقت انطلاق السفينة البيضاء، أمر قبطانها توماس فيتزستيفن الطاقم المساعد أن يتجاوزوا سفينة الملك. كان القبطان يحاول الوصول إلى أنجلترا قبل الملك، وكان واثق أن سفينته هي الأفضل وقد تم تزويدها مؤخرًا بمواد جديدة تزيدها قوةً. لكن ما إن انطلقت في الظلام حتى تعرضت لاصطدام حاد بصخرة مغمورة تحت الماء تسمى كيل بيف (Quillebœuf)، وانقلبت على الفور.
ركب ويليام أديلين في قارب صغير وكان بإمكانه الهرب لكنه عاد لمحاولة إنقاذ أخته غير الشقيقة ماتيلدا عندما سمع صراخها طلبًا للمساعدة. غرق قاربه من قبل آخرين حاولوا إنقاذ أنفسهم، وغرق وليام معهم. وفقًا للمؤرخ أوردريك فيتالس، كان بيرولد، وهو جزار من روان، الناجي الوحيد من غرق السفينة بالتشبث بالصخرة. كتب المؤرخ كذلك أنه عندما ظهر توماس فيتز ستيفن على السطح بعد الغرق وعلم أن ويليام أديلين لم ينجو، ترك نفسه يغرق بدلّأ من مواجهة الملك.
تقول إحدى الأساطير أن السفينة كانت محكوم عليها بالفشل لأن الكهنة لم يُسمح لهم بالصعود إليها وباركوها بالمياه المقدسة بالطريقة المعتادة.

## النتائج
كانت النتيجة المباشرة لوفاة ويليام أديلين هي الفترة المعروفة باسم الفوضى. تركت كارثة السفينة البيضاء لهنري الأول طفلًا شرعيًا واحدًا فقط، ابنة ثانية تدعى ماتيلدا. على الرغم من أن هنري الأول قد أجبر باروناته على أداء القسم لدعم ماتيلدا باعتباره وريثًا له في عدة مناسبات، إلا أن المرأة لم تحكم في إنجلترا مطلقًا في حد ذاتها. كانت ماتيلدا أيضًا لا تحظى بشعبية لأنها كانت متزوجة من جيفري الخامس، كونت أنجو، العدو التقليدي لنبلاء النورمان في إنجلترا. عند وفاة هنري عام 1135، كان البارونات الإنجليز مترددين في قبول ماتيلدا كملكة.
قام أحد أقارب هنري الأول، ستيفن بلوا، ابن شقيق الملك من أخته أديلا، بخداع ماتيلدا بالإضافة إلى أخويه الأكبر ويليام وثيوبالد ليصبح ملكًا. يُزعم أن ستيفن خطط للسفر على متن السفينة البيضاء لكنه نزل قبل إبحارها بقليل؛ يعزو النظام فيتاليس هذا إلى نوبة إسهال مفاجئة.
بعد وفاة هنري الأول، شنت ماتيلدا وزوجها جيفري من أنجو، مؤسس سلالة بلانتاجنت، حربًا طويلة ومدمرة ضد ستيفن وحلفائه من أجل السيطرة على العرش الإنجليزي. امتدت الفوضى من 1135 إلى 1153 مع آثار مدمرة، خاصة في جنوب إنجلترا.
كتب المؤرخ المعاصر ويليام من مالمسبري: "لم تجلب أي سفينة أبحرت مثل هذه الكارثة إلى إنجلترا، ولم يكن أي منها معروفًا في جميع أنحاء العالم. هناك بعد ذلك مات مع ويليام الابن الآخر للملك ريتشارد، الذي ولد له قبل توليه من قبل امرأة من البلاد، شاب مفعم بالحيوية، أكسب تفانيها حب والده؛ ريتشارد إيرل تشيستر وأخيه أوثويل، الوصي والمرشد لابن الملك؛ ابنة الملك كونتيسة بيرش، وابنة أخته ثيوبولد، كونتيسة تشيستر؛ إلى جانب كل الفرسان المختارين وقساوسة البلاط، وأبناء النبلاء الذين كانوا مرشحين لنيل الفروسية، لأنهم سارعوا إلى الانضمام إليه من جميع الجهات، كما قلت، متوقعين مكاسب كبيرة في السمعة إذا تمكنوا من إظهار ابن الملك بعض الرياضة أو يقدم له بعض الخدمات.

## الضحايا

### القبطان والطاقم
توماس فيتزستيفن، 50 من رجال الصف والبحارة.

### عائلة هنري الأول ملك إنجلترا
- وليام أدلين، دوق نورماندي، الابن ووريث العرش الإنجليزي لأبيه هنري الأول، الابن الأصغر لوليام الفاتح
- وليام، الذي تم إنقاذه في المركب الشراعي الوحيد المتاح على متن السفينة، أعاد الطاقم لإحضار أخته ماتيلدا. وغرق المركب الصغير نتيجة غرق الركاب والطاقم وسرعان ما غرق. عند سماع وفاة ابنه، قيل إن هنري لم يبتسم مرة أخرى.[8]
- ماتيلدا (ماتيلد) فيتزروي، كونتيسة بيرش، زوجة روترو الثالث، كونت بيرش، أخت ويليام غير الشقيقة من قبل عشيقة هنري المعروفة باسم إديث فقط.
- ريتشارد لينكولن، الأخ غير الشقيق لوليام غير الشرعي. لم تسافر معه أميس المخطوبة لريتشارد، ابنة المدافع المهزوم من بريميول.

### عائلة هيو دافانش
- إيرل تشيستر
- ريتشارد ديفانيس، إيرل تشيستر الثاني، ابن هيو دافانش، إيرل تشيستر.
- لوسيا ماهاوت (ماتيلدا)، كونتيسة تشيستر، ابنة أخت الملك وزوجة ريتشارد دافرانش. كانت ابنة ستيفن، كونت بلوا، وشقيقة ستيفن، ملك إنجلترا، الذي اختار عدم ركوب السفينة. كانت والدة لوسيا ماهاوت هي أديلا من نورماندي، ابنة وليام الفاتح.
- أوتويل دافانيس، الابن غير الشرعي لهيو دافانش (والأخ غير الشقيق لريتشارد دافانش)، حاكم أبناء الملك.
- جيفري ريدل، العدالة الملكية، زوج جيفا، ابنة هيو دافشيانش (وصهر ريتشارد دافانش)

### لوردات النسر، مرتبطة أيضًا بـ هيو ديفانيش
- جيلبرت ديجل، فيكومت أوف إكسميز، والد جيفروي وإنجينولف، ومتزوج من جولييت، الابنة الثانية لجيفري الثاني، كونت بيرش، وبالتالي أخت روترو الثالث العظيم. كانت والدته جوديث دافوانش، أخت هيو دافيانش.
- جيفروي (نجا من التشبث بصخرة، لكنه استسلم للإرهاق بعد ذلك) هو ابن جيلبرت ديجل وجولييت دو بيرش (أخت زوجة ماتيلدا ابنة الملك) التي كانت ابنة جوفري الثاني، كونت بيرش. [كانت أخت جيفروي مارغريت هي زوجة ملكة نافار كأول زوجة لغارسيا راميريز «مرمم» نافارا.]
- إنجينولف ديجل، شقيق جيفروي دي ليجل.

### بيت الملك
- وليام بيغود، وكيل منزل الملك هنري.
- جيزولف، «سكرتير الملك الجائر».روبرت الأول من مودوي، خادم الملك، ابن وليام الأول من مودوي. كان شقيق روبرت ويليام الثاني هو الجد الأكبر لوليام مودت، إيرل وارويك الثامن.
- الوكلاء والنواب والسقاة والضباط المختلفون.
- قوة بحرية مسلحة، كانت على ما يبدو شديدة الاضطراب، في حالة سكر ونادرًا ما تهتم بأي شخص على متنها.

### نبلاء إنجلترا
- كان هناك عدد من نبلاء إنجلترا الآخرين على متن السفينة، على الرغم من أنه لا يُعرف الكثير عنهم.
- والتر من إفرسي
- ريتشارد أنسكيل، نجل ووريث أحد مالكي الأراضي في بيركشاير.
- ريتشارد دي بوستوك، بوستوك هول، شيشاير (ب 1075 د 1120)
- روبرت موكندوي، نبيل.
- هيو من مولين

### نبلاء نورماندي
- رالف الأحمر (رالف لو رو)، الذي أنقذ ريتشارد من القبض عليه في لوس أندليس. ربما كانت زوجة رالف الثانية على متن السفينة. تعرِّفه بعض المصادر على أنه ابن غير شرعي لروبرت دي لاسي، وهو أمر يبدو غير مرجح.
- يوصف إيفو الثاني وويليام دي غراندميسنيل، بأنهما «ابنا جميلان» لإيفو دي غراندميسنيل.
- وليام رودلان، ابن روبرت من رودلان وابن عم إيفو الثاني وويليام دي غرانميسنيل.

### رجال الدين
- جيفري، رئيس شمامسة هيريفورد.
- وليام، نجل روجر، أسقف كوتانس، مع أخيه وثلاثة أبناء.
- عائلة الإمبراطور
- ديتريش (ثيودوريك)، ابن هاينريش (المتوفي 1105)، أحد أقارب هنري الخامس، الإمبراطور الروماني المقدس. كان هاينريش على الأرجح نجل أغنيس من ألمانيا، أخت الإمبراطور. يعرفه فرير بأنه ابن أخ الإمبراطور هنري (من قبل أخته أغنيس وفريدريك، دوق شوابيا)، ولكن يبدو أن وضع ديتريش كإبن شقيق هو الأكثر ترجيحًا.[بحاجة لمصدر]